# Gianni Da Ros
Pour les articles homonymes, voir Da Ros.
Gianni Da Ros (né le 26 août 1986 à Pordenone, dans la province du même nom, dans le Frioul, en Italie) est un coureur cycliste italien.

## Biographie
Gianni Da Ros pratique le cyclisme sur piste durant sa jeunesse. Il réussit à s'emparer de la médaille d'or des Balkans de la poursuite individuelle et par équipe à Athènes en 2007, ce qui lui vaut un stage chez l'équipe ProTour Liquigas un an plus tard. À la fin de la saison, Roberto Amadio, le manageur général, est d'accord pour lui faire signer un contrat sur route.
Le 23 novembre 2009, il est suspendu pour une durée record de 20 ans par le Comité national olympique italien pour un trafic de substances dopantes. Ce qui a pour conséquences la résiliation de son contrat avec Liquigas. Le 17 août 2010, le Tribunal arbitral du sport jugeant la sanction du CONI trop importante, la réduit à 4 ans.

## Palmarès sur piste

### Championnats des Balkans
- 2007
  -  Champion des Balkans de poursuite
  -  Champion des Balkans de poursuite par équipes (avec Gianpolo Biolo, Alessandro De Marchi et Martino Marcotto)

### Autre compétitions
- 2008
  - Trois Jours de Pordenone (avec Davide Cimolai)

### Championnats nationaux
- 2004
  - 2e du championnat d'Italie de vitesse par équipes juniors

## Palmarès sur route
- 2007
  - Coppa San Vito